# Рик Алън
Рик Алън (на английски: Rick Allen) е английски музикант, барабанистът на Деф Лепард. Известен е с това, че при автомобилна катастрофа на 31 декември 1984 г. губи лявата си ръка, но продължава да свири с групата.

## Биография
Рик Алън е роден на 1 ноември 1963 г. в град Дронфилд, Великобритания. Още от детството си, бъдещият музикант се увлича по барабаните. На десетгодишна възраст, той уговаря родителите си да му купят комплект барабани и започва усилено да се занимава. Едва след половин година, Рик вече свири с първата си група, „Smokey Blue“.
На 15 години, Алън се присъединява към „Def Leppard“. През 1979 г. решава да изостави училището, за да се отдаде изцяло на музикалната кариера.